# Katia Granoff

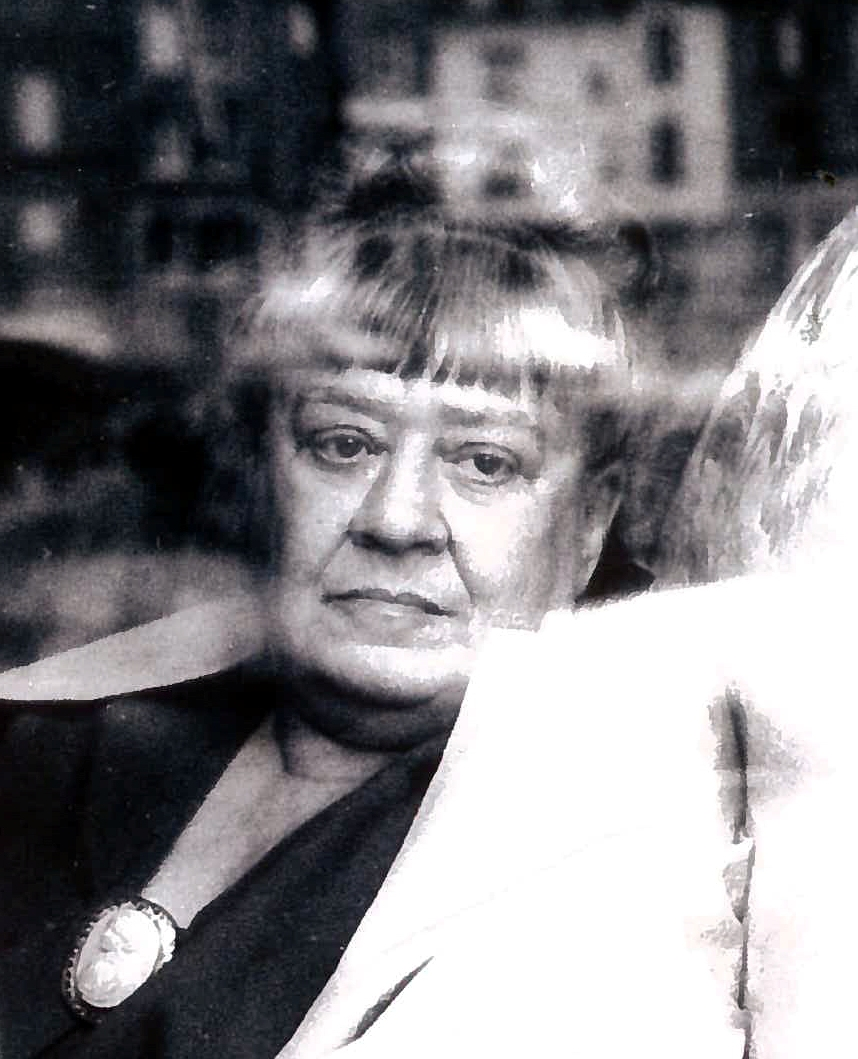
Katia Granoff in ihrer Galerie in Honfleur

Katia Granoff (geboren 16. Juli 1895 in Mykolajiw, Russisches Kaiserreich, als Jekaterina Fjodorowna Granowa; gestorben 16. April 1989 in Paris) war eine französische Galeristin und Kunsthändlerin, Dichterin und Übersetzerin russischer Poesie. Als eine der ersten Kunsthändler stellte sie in ihrer Galerie Gemälde mit Wasserlilien-Motiven von Claude Monet aus.

## Leben und Wirken

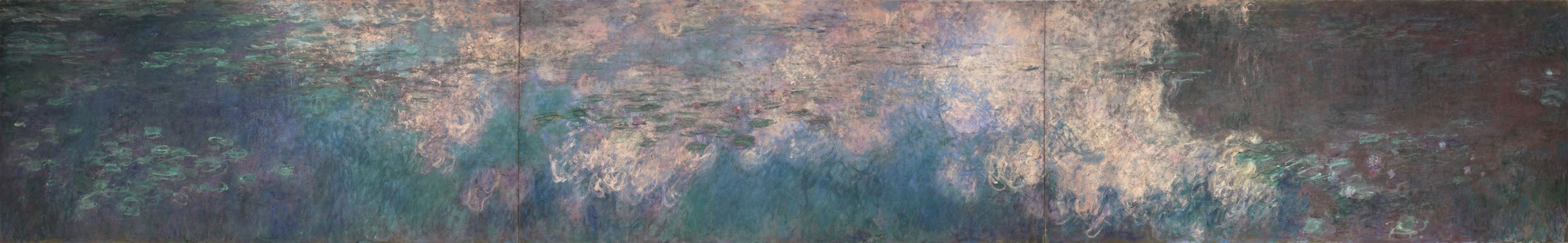
Claude Monet. Der Seerosenteich, Wolkenspiegelungen, 1920–1926, durch Katia Granoff verkauft.

Katia Granoff wurde in der Ukraine als Tochter von Théodore Granoff und Eudoxie Feldman geboren. Als ihre Eltern starben, war sie sechzehn Jahre alt. Ihre Erziehungsberechtigten schickten sie und ihre Schwester Rose in die Schweiz, wo sie nach dem Abitur Literatur- und Sozialwissenschaften studierte.
1924 zog sie nach Paris und arbeitete zunächst als Sekretärin für den Salon des Tuileries. 1926 eröffnete sie ihre erste Kunstgalerie in Paris am Boulevard Haussmann 166. Sie gilt als Entdeckerin junger Talente der Modernen Ersten École de Paris, darunter Marc Chagall und Othon Friesz.
1937 wurde Katia Granoff in Frankreich eingebürgert. Als die deutsche Wehrmacht Paris besetzte, musste sie, die nun als Jüdin galt, fliehen. Mit ihrer Schwester, ihrem Neffen und dem Maler Georges Bouche (1874–1941) flüchtete sie in eine mittelalterliche Burg in La Voulte-sur-Rhône in der Ardèche. Nach dem Ende des Zweiten Weltkriegs eröffnete sie zwei Galerien: in Honfleur und in Cannes. Ihre Galerie in Paris eröffnete sie 1946 wieder und eine weitere auf der Place Beauvau im 8. Arrondissement. Sie war mit dem Künstlersohn Michel Monet befreundet, von dem sie Werke aus dem Spätwerk von Claude Monet erwarb. Katia Granoff gehörte zu den ersten Galeristen, die die bis dahin als weitestgehend unverkäuflich geltenden Gemälde Monets mit Wasserlilien-Motiven ausstellte, darunter 1959 eine Version des Le Bassin aux Nymphéas, die sich heute im Museum of Modern Art in New York befindet.
Katia Granoff stellte oft Künstlerinnen aus, wie die Malerinnen Anne Français (1909–1995), Fahrelnissa Zeid, und Édith Desternes (1901–2000) sowie die Bildhauerin Chana Orloff, die wie sie ukrainischer Herkunft war. Sie förderte auch Maler des Spätimpressionismus, wie Georges Dufrénoy, und setzte sich für die Anerkennung von Künstlern wie Chaim Soutine, Maurice Utrillo und Jean Dufy ein, ohne Künstler, die unbekannter blieben, wie der Maler und Graveur Pierre Laprade (1875–1931/32) oder Emmanuel Mané-Katz, zu vernachlässigen.
1987 zog sich Katia Granoff aus dem Geschäft mit der Kunst zurück. Ihre Galerie in Paris überließ sie ihrem Neffen, Pierre Larock, und dessen Kindern, die sie unter dem Namen Galerie Larock-Granoff bis heute weiterführen.
Ab den 1960er Jahren war Katia Granoff als Literatin tätig. Sie übertrug russische Poesie ins Französische und veröffentlichte eine Anthologie mit ausgewählten Werken und kritischen Biographien von sechsundachtzig russischen Dichtern seit dem 18. Jahrhundert. Sie verfasste auch selber Gedichte, die in mehreren Sammlungen herausgegeben wurden. Einige ihrer Gedichte wurden von Pierre Brasseur gelesen auf Tonträger aufgenommen. In späteren Jahren schrieb sie autobiographische Texte und widmete sich den jüdisch-christlichen Beziehungen.

## Werke (Auswahl)
- Histoire d'une galerie, Paris 1949
- Anthologie de la poésie russe du XVIII siècle à nos jours, Gallimard, Paris, 1961
- La Colonne et la rose (Gedichte), Seghers, Paris, 1966
- Mémoires. Chemin de ronde (Biografie), Union générale d'édition, Paris 1976
- Les amants maudits (Gedichte), Union générale d'éditions, Paris 1979
- Oeuvres complètes, C. Bourgois, Paris 1980
- Ma Vie et mes rencontres (Autobiografie), Christian Bourgois, Paris, 1981
- Juifs et chrétiens: Liens impérissables, Christian Bourgois, Paris, 1986

## Auszeichnungen der Académie française
- 1964: Prix Georges-Dupau (Literatur und Philosophie) für Anthologie de la poésie russe
- 1967: Prix François Coppée (Poesie) für La Colonne et la Rose
- 1977: Prix Heredia (Sonette) für Naguère